# Štěkeň (přírodní památka)
Štěkeň je přírodní památka na jihovýchodním okraji stejnojmenného městyse v okrese Strakonice v Jihočeském kraji. Tvoří ji převážně dubové aleje podél silnice a odvodňovacích příkopů s předpokládaným výskytem tesaříka obrovského a řadou dalších živočichů.

## Historie
Jádrem chráněného území jsou aleje podél silnice ze Štěkně do Čejetic a podél cesty zvané V Alejích. Druhá z nich vede mezi bývalými rybníky Ohrádka, Buzov a Jablonka, které byly roku 1860 vysušeny a upraveny na louky. Nejstarší stromy v alejích jsou staré přibližně dvě stě let. Na okolních pozemcích probíhá intenzivní zemědělská činnost, které může nadměrným hnojením, hlubokou orbou nebo zhutňováním půdy negativně ovlivňovat stav vegetace v chráněném území.
Chráněné území vyhlásil Krajský úřad Jihočeského kraje v kategorii přírodní památka s účinností od 2. ledna 2014.

## Přírodní poměry
Přírodní památka s rozlohou 6,02 hektarů leží v nadmořské výšce 377–379 metrů v katastrálním Štěkeň. Území se překrývá se stejnojmennou evropsky významnou lokalitou. Obě byly vyhlášeny k ochraně tesaříka obrovského (Cerambyx cerdo).

### Abiotické poměry
Geologické podloží tvoří kordierické a perlové ruly moldanubika. Ty jsou překryté nezpevněnými třetihorními sedimenty a kvartérními štěrkopískovými sedimenty řeky Otavy. V geomorfologickém členění Česka přírodní památka leží v Českobudějovické pánvi, přesněji v podcelku Putimská pánev a okrsku Kestřanská pánev. Povrch Kestřanské pánve má rovinný až ploše pahorkatinný charakter a tvoří jej sedimenty vyplňující stará třetihorní údolí. Aleje se nachází v levobřežní části údolní nivy odvodňované sítí stok. Lemují tzv. Hlavní a Bílou stoku. V tomto prostředí se vyvinul půdní typ fluvizem typická přecházející k fluvizemi glejové.
V rámci Quittovy klasifikace podnebí se přírodní památka nachází v mírně teplé oblasti MT11, pro niž jsou typické průměrné teploty −2 až −3 °C v lednu a 16–17 °C v červenci. Roční úhrn srážek dosahuje 600–750 milimetrů, počet letních dnů je 40–50, počet mrazových dnů se pohybuje mezi 110 a 130 a sněhová pokrývka zde leží průměrně 50–60 dnů v roce.

### Flóra
Na okolních pozemcích převažují kulturní louky přecházející k mezofilním ovsíkovým loukám. Nejvíce zastoupeným druhem stromů ve stromořadích je dub letní (Quercus robur). Průměry kmenů jednodlivých stromů měří 80–120 centimetrů. Nižší úroveň porostu tvoří zmlazující javor mléč (Acer platanoides) a rozstroušeně v ní roste také střemcha obecná (Prunus padus) a bez černý (Sambucus nigra). V bylinném patře rostou běžné ruderální druhy jako kopřiva dvoudomá (Urtica dioica), kuklík městský (Geum urbanum), netýkavka malokvětá (Impatiens parviflora), česnáček lékařský (Alliaria petiolata), kostival lékařský (Symphytum officinale), krabilice mámivá (Chaerophyllum temulum), karbinec evropský (Lycopus europaeus) a krtičník hlíznatý (Scrophularia nodosa).

### Fauna
Předmětem ochrany přírodní památky je výskyt tesaříka obrovského, ale stav jeho populace je nejistý, a v době vyhlašování chráněného území v něm nebyl nalezen žádný exemplář. Je možné, že vzhledem k malému počtu jedinců poklesla početnost populace natolik, že brouk z oblasti zcela vymizel nebo vymizí.
Dubové aleje jsou však pro tesaříka obrovského vhodným biotopem, který navíc využívá řada dalších druhů. Rozpadající se kmeny stromů osídluje několik druhů mravenců (Formica). V alejích hojně hnízdí žluva hajní (Oriolus oriolus), krutihlav obecný (Jynx torquilla) a rehek zahradní (Phoenicurus phoenicurus). V počtu jednoho páru byli v letech 2011 a 2012 zaznamenání také slavík obecný (Luscinia megarhynchos), žluna zelená (Picus viridis), strakapoud malý (Dendrocopos minor), lejsek bělokrký (Ficedula albicollis) a vrabec polní (Passer montanus). Ve vodních nádržích v ochranném pásmu se vyskytuje ropucha obecná (Bufo bufo) a kuňka obecná (Bombina bombina), na loukách dále ještěrka živorodá (Zootoca vivipara) a ještěrka obecná (Lacerta agilis).